# Glenea paralambi
Glenea paralambi är en skalbaggsart som beskrevs av Stefan von Breuning 1972. Glenea paralambi ingår i släktet Glenea och familjen långhorningar. Inga underarter finns listade i Catalogue of Life.